# マリアム・アル＝カワジャ
マリアム・アル＝カワジャ (アラビア語: مريم عبد الهادي الخواجة、 1987年6月26日 - ) は バーレーンの人権擁護者。バーレーンの人権擁護者で湾岸地域人権センター（GCHR）の元共同センター長のアブドゥルハディ・カワジャの娘。 湾岸地域人権センター（GCHR）のアドボカシー特別顧問でありNGOのコンサルタント。 国際人権サービス（International Service for Human Rights）、No Hiding Placeの役員。 Urgent Action Fundの副会長。

## 生い立ち
シリア生まれ。母はカディジャ・アルムサウィ、父はバーレーンとデンマークの人権活動家アブドゥルハディ・アル＝カワジャ。 父は1980年代半ばからバーレーンで指名手配されている。2歳の時、家族がデンマークに政治亡命する。バーレーンへの再入国許可を得る2001年までデンマークに居住。
バーレーン大学を2009年に卒業後、フルブライト奨学金を受け、アメリカのブラウン大学にて1年間留学する。しかし2010年半ばにバーレーン帰国時、父の人権活動のために広報や教育に関わる職を見つけることができなかった。そこで、父が共同創設者であるバーレーン人権センター（BCHR）で外交部の長を務め、代表補佐となり、BCHRセンター長ナビール・ラジャブが拘留中はセンター長代行を務める。
2011年6月22日、アル＝カワジャの父は2011年から2012年の民主化を求めるバーレーン騒乱において「テロリスト活動を組織し管理した」罪で軍事裁判所にて終身刑に科される。

## 活動

### 人権活動
アル＝カワジャは10代前半から 積極的に抗議活動や人権団体でのボランティア活動に参加。また、バーレーンにて現地の状況を報道するジャーナリストのための仲介者・翻訳者としても働く。2006年、ニューヨークの国際連合への代表団のひとりとして国連副事務総長と面談し、人権侵害を理由に首相の退陣を求める大衆の嘆願を手渡した。2008年には人権委員会のトム・ラントスに招かれ、アメリカ合衆国議会でバーレーンの宗教の自由についての証言を行った。政府は、この会合で発言したアル＝カワジャを含む人権活動家グループに対しメディアでの中傷キャンペーンを実施した。

### バーレーン騒乱への関わり
2011年に初期の民主化運動の組織化に積極的に参加した後、アル＝カワジャは国外の大学や会議における講演ツアーに乗り出した。このツアー中に、 イギリス の政治家を面談し、ジュネーブの国際連合人権理事会 で発言した 。 ナビール・ラジャブがバーレーンからの出国を阻まれ、外部メディアへのアクセスが問題化し、反体制主要メンバーの少なくとも500人が拘留される中、アル＝カワジャはバーレーン国外での需要な役割を引き受けた。ヒューマン・ライツ・ウォッチ のジョー・ストークによると、BCHRは彼女が帰国すると逮捕される恐れがあるため、海外滞在すること勧めたとされる。
4月、アル＝カワジャはアメリカ・イスラム圏フォーラム（U.S.-Islamic World Forum）に参加し、 当時の国務長官ヒラリー・クリントンと面談し、拘束されている父と2人の義理の兄弟について話した。彼女はクリントンに、アメリカがバーレーンにおける弾圧に対してより強い立場をとることを懇願。バーレーン政府がアメリカの武器を使用して抗議者を抑圧していることを引き合いに、アメリカの行動を促した 。5月にはオスロ・フリーダム・フォーラムで登壇し、バーレーンでの政府による暴力の経験を伝えた 。5月13日、バーレーンの人権に関するアメリカ合衆国議会の公聴会で証言した。

#### オンライン活動
バーレーン騒乱以前、アル＝カワジャのTwitter利用は活発ではなく、フォロワーは30人以下だった。2017年9月時点のフォロワーは109,900人以上で、ツイート数は51,000を超え 、しばしば公式の報道機関には見落とされがちな様々な抗議活動をリアルタイムで伝えている。デモ参加者が路上に溢れるなか、彼女はマナーマの真珠広場に滞在し、活発にツイートした。

## 脅迫とハラスメント
アル＝カワジャは体制支持派によりインターネット上のハラスメントを受けている。 殺害脅迫を受け、6月上旬に開催されたレバノンでのIFEX （表現の自由の交換に関する国際的ネットワーク）を欠席。 オスロ・フリーダム・フォーラム（オンラインで中継された）の直後、彼女が間違ったニュースを広め、急進的で、イラン政府を支持する活動を行っているという告発をする、ツイッターキャンペーンが開始された。 アル＝カワジャをバーレーンに対する「反逆者」として告発する多くのメッセージがオスロ・フリーダム・フォーラムのメールアカウントに送られた。多くのツイートやブログ、オンラインハラスメントはQorvis Communicationsの地政学的解決部門内のアメリカから発信されていた。 このキャンペーンでは組織的な問い合わせ攻めがなされていたと見受けられる。
国際人権連盟（FIDH）によると、2011年5月上旬、「バーレーン政府への積極的支持」ものとで匿名の中傷キャンペーンがナビール・ラジャブとアル＝カワジャに対して開始された。
2014年8月30日、マナーマにいる父を訪ねる旅行中に、警官への暴行の疑いで逮捕された。彼女は保釈され、裁判をボイコットしてバーレーンを2014年10月2日に出国。12月に欠席裁判で1年の禁固刑が科された 。バーレーン政府はアル＝カワジャの逮捕は有効であるとしている 。彼女は現在の有効な逮捕状を有し、また係争中の4つの訴訟のうち一つはテロリズム法のもとで提訴されており、終身刑または死刑が科される可能性がある。